# Богран, Франсиско
Франсиско Богран Бараона (исп. Francisco Bográn Barahona; 1852, Пихалехос, Сан-Николас, департамент Санта-Барбара, Гондурас — 7 декабря 1926, Новый Орлеан, США) — гондурасский государственный и политический деятель, президент Гондураса (5 октября 1919 — 1 февраля 1920), президент парламента Гондураса (1919—1920). Врач. Доктор медицины.

## Биография
Потомок французского полковника Ромена Бограна, прибывшего в Гондурас в 1820-х годах.
Изучал медицину в Университете Сан-Карлос в Гватемале. Там же получил медицинскую степень. Был членом Либеральной партии Гондураса
В 1913 году доктор Франсиско Богран Барахона победил на выборах вице-президента страны. Занимал пост министра иностранных дел Гондураса.
С 5 октября 1919 по 1 февраля 1920 года занимал кресло президента Гондураса, в этот период ему пришлось столкнуться со сложным финансовым положением и другими проблемами из-за гражданской войны в Гондурасе.